# Bataille de Tuyutí
 (mai 2018).
Si vous disposez d'ouvrages ou d'articles de référence ou si vous connaissez des sites web de qualité traitant du thème abordé ici, merci de compléter l'article en donnant les références utiles à sa vérifiabilité et en les liant à la section « Notes et références ».
Guerre de la Triple-Alliance
La première bataille de Tuyutí est un affrontement armé entre les forces paraguayennes et les forces brésiliennes, argentines et uruguayennes dans le cadre de la guerre de la Triple Alliance. 
Elle a eu lieu le 24 mai 1866, à la suite de l'attaque de l'armée paraguayenne contre le camp allié établi à Tuyutí (en), un endroit sec entouré de marais en territoire paraguayen.

## Objectif
Avec cette offensive, le dictateur Paraguayen Francisco Solano López espérait faire pencher la guerre en sa faveur dans le but de négocier la paix avec les Alliés et leur retrait du territoire paraguayen.

## Déroulement
La bataille dura plus de quatre heures et infligea un nombre important de pertes humaines aux deux camps.

## Issue
La bataille fut remportée par les Alliés. 
La victoire des Alliés était cruciale pour le cours de la guerre, les meilleurs éléments de l'armée paraguayenne ayant été neutralisés, Lopez n'a jamais été en mesure de mobiliser un nombre similaire d'hommes.
Ce fut l'une des grandes batailles de la guerre de la Triple Alliance, et le grand nombre de combattants impliqués dans cet affrontement était tel que même aujourd'hui elle reste plus grande et la plus sanglante bataille de l'histoire de l'Amérique du Sud.